# Trichacis pyramidalis
Trichacis pyramidalis är en stekelart som beskrevs av Lubomir Masner 1983. Trichacis pyramidalis ingår i släktet Trichacis och familjen gallmyggesteklar. Inga underarter finns listade i Catalogue of Life.